# Белая ворона

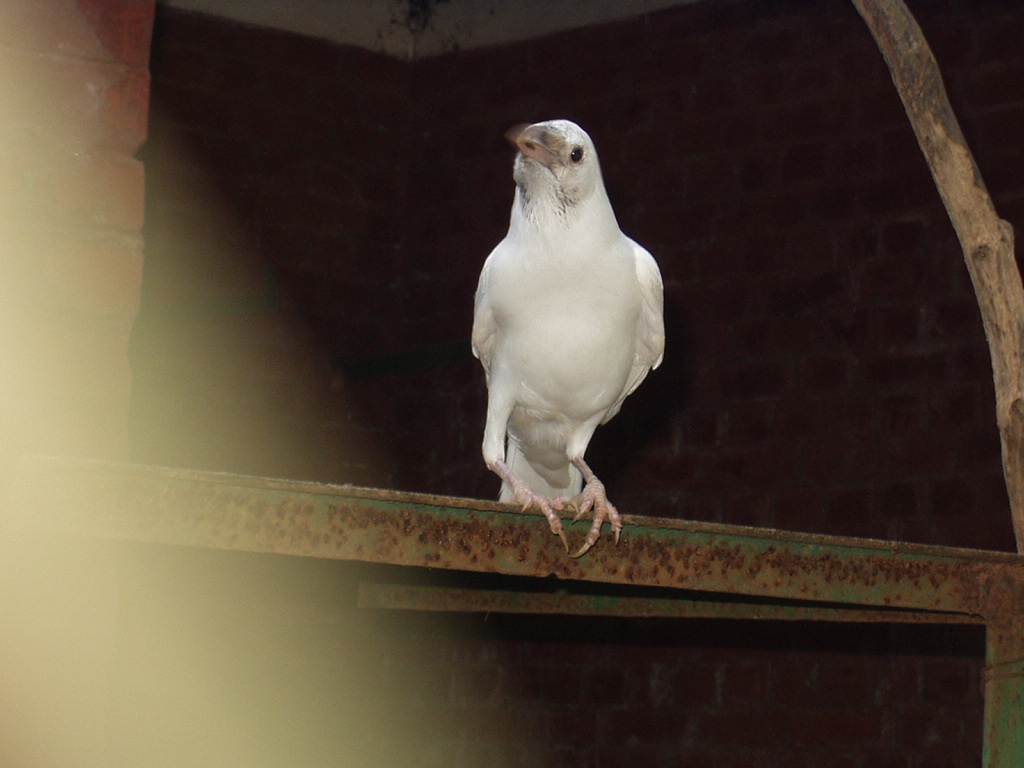
Белая ворона в зоопарке

Бе́лая воро́на — метафора, используемая в русском языке идиоматическим образом для обозначения лица, имеющего поведение или систему ценностей, отличные от других лиц своей общности. Воро́ны с белым оперением в природе очень редки, так как их цвет обусловлен довольно редкой мутацией — альбинизмом. Они более уязвимы для хищников из-за своей заметности. Белая ворона — противоречивый символ необычности, инаковости, часто сопряжённой со страданием, непониманием и отчуждением со стороны окружающих, и, в то же время, некой избранности, чистоты, беззащитности.
Выражение, как обозначение редкого, исключительного человека, впервые зафиксировано в 7-й сатире римского поэта Ювенала (I—II вв. н. э.):

Рок дает царства рабам, доставляет пленным триумфы. 

Впрочем, счастливец такой реже белой вороны бывает.
Оригинальный текст (лат.)Seruis regna dabunt, captiuis fata triumphos:
Felix ille tamen, coruo quoque rarior albo.

## Чёрная овца

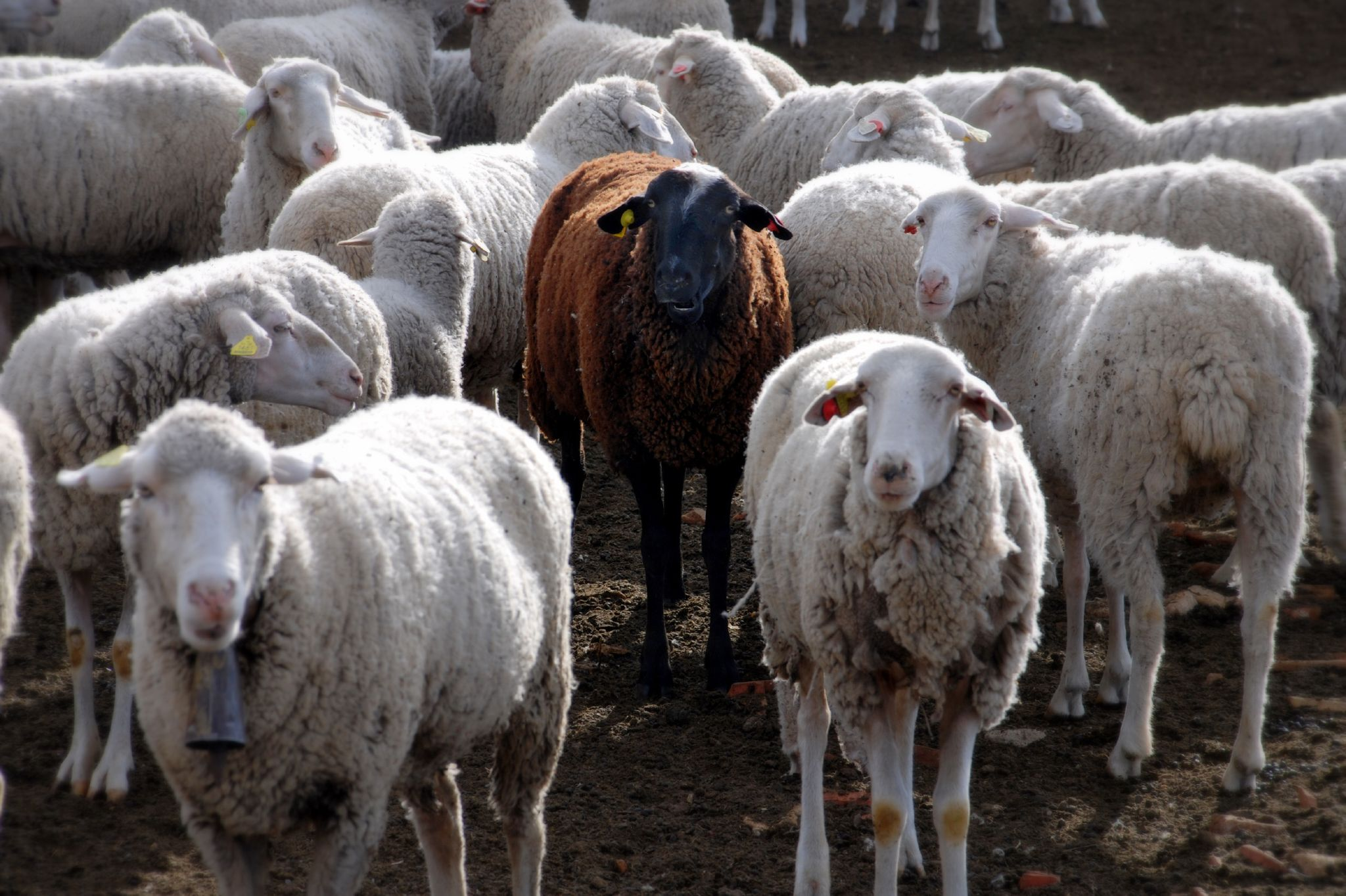
Чёрная овца среди «нормальных» белых

Во многих европейских языках частичным аналогом русского выражения «белая ворона» является идиома «чёрная овца». Например, англ. black sheep («чёрная овечка», «чёрный барашек»).
Выражение присутствует также во французском, армянском, сербском, болгарском, португальском, боснийском, греческом, турецком, голландском, испанском, чешском, словацком, румынском, польском, ингушском, финском языках и в иврите.

Выражение, как правило, имеет более сильную отрицательную коннотацию, чем идиома «белая ворона» в русском языке, часто символизируя своенравие. Выражение «чёрная овца» происходит от противоречия между (нормальными) белыми овцами и отличными от них чёрными. Типичный белый цвет овечьей шерсти обусловлен не альбинизмом, а доминантным геном. Для того, чтобы у белой овцы от белого барана родился чёрный ягнёнок, необходимо, чтобы оба родителя были гетерозиготны по рецессивному гену «черноты». Но и в этом случае вероятность рождения чёрного ягнёнка составляет лишь 25 %. Держать чёрных овец было коммерчески невыгодно, так как их шерсть низко ценилась, её невозможно было выкрасить в желаемый цвет. Поэтому чёрных овец отбраковывали, не допуская к размножению, и все вновь появляющиеся в стаде чёрные ягнята рождались от белых родителей. Кроме того, из-за непонимания причин этого явления, в Англии XVIII—XIX веков чёрного ягнёнка считали «помеченным дьяволом».
Я скачу, но я скачу иначе,
По полям, по лужам, по росе...
Бег мой назван иноходью, значит —
По-другому, то есть не как все.
Таким образом, появление в стаде чёрных овец оставалось событием стабильно редким, неожиданным и нежелательным, что и отразилось в выражении «чёрная овца». Со временем резко отрицательный смысл выражения несколько смягчился, но и сейчас обиходное выражение «чёрная овца» несёт двоякую смысловую нагрузку: исключительность члена сообщества и нежелательность его нахождения в сообществе. Если первая часть сближает это выражение с русским «белая ворона», то вторая — с выражением «паршивая овца».
Интересную версию психологического характера выдвигает Николай Климонтович в повести «Фотографирование и прочие Игры» (1990), представляя себе мир как негатив на фотографической пластинке, когда все вороны становятся белыми на фоне чёрного неба. «...Белая ворона, — пишет автор, — не плод чьей-то фантазии, не метафора и не генетическая мутация..., но таится во всякой вороне, её лишь надо увидеть — не глазом, так объективом».

## Использование выражения
- В социальной психологии эффект «белой вороны» (эффект «чёрной овцы») заключается в том, что члены ингруппы воспринимаются в группе более поляризовано, чем члены аутгруппы. Это выражается, например, в том, что выполняющий нормы член ингруппы воспринимается позитивнее, чем выполняющий те же нормы член аутгруппы, а невыполняющий нормы член ингруппы — негативнее, чем невыполняющий нормы член аутгруппы.
- Джессика Митфорд, британская (английская) писательница, журналист и политический активист, происходившая из аристократической семьи фашистов, говоря о своих коммунистических убеждениях, называла себя «красной овцой в семье».[7]
- Песни с названием «Белая ворона» есть в репертуаре Валерия Леонтьева (ария из рок-оперы «Белая ворона. Жанна д’Арк», 1989) и группы «Чайф» (альбом Дерьмонтин, 1987).
- В песне «Наша семья» группы Nautilus Pompilius (альбом «Разлука», 1986) есть строки:

Есть белая овца среди черных овец, 

Есть белая галка среди серых ворон. 

Она не лучше других, она просто даёт 

Представление о том, что нас ждёт за углом.
— Илья Кормильцев
- В газете «Советский спорт» в конце 1980-х — начале 1990-х гг. была рубрика «Клуб белых ворон», где печатались материалы для любителей бега и здорового образа жизни.
- В 1990 году в Санкт-Петербурге появилась новая театральная группа, которая впоследствии получила название «Театр дождей». Символом театра является «белая ворона». Труппа театра представляет себя и всех своих зрителей белыми воронами, которые не похожи на всех остальных и именно в этой отличности они видят своё главное достоинство. «Постоянные зрители театра — это врачи, учителя, инженеры, а также современная молодежь: студенты и старшие школьники. Люди, уставшие от озлобленности, бесчувствия, и непонимания, от жестокости нашего времени приходят в этот театр много лет… „Белые вороны“, которые слетаются в одну стаю под крышу „Театра дождей“.» Театр существует по сей день.[8]
- Развёрнутый сюжет о гигантской белой вороне есть в повести Евгения Велтистова «Классные и внеклассные приключения необыкновенных первоклассников» (1985).[9]
- В серии романов Джорджа Мартина «Песнь Льда и Огня» (и сериале «Игра престолов») среди персонажей присутствует сир Бринден из дома Талли, по прозванию «Чёрная рыба». Прозвище он дал себе сам после разговора со своим старшим братом Хостером, в котором тот назвал брата «чёрной овцой стада Талли». Бринден рассмеялся и заметил, что так как герб их дома — это прыгающая форель, то он скорее «чёрная рыба», чем «чёрная овца» — и с этого дня сделал чёрную форель своим личным гербом.
  - Там же мейстеры Цитадели используют белых воронов для уведомления о наступлении зимы.